# Цветкова механа
Цветкова механа је стари назив кафане у Београду на Звездари, близу раскрснице на којој Устаничка улица излази на Булевар краља Александра. После Другог светског рата кафана је конфискована и добила је нови назив - „Смедерево“. Зграда кафане постоји и данас, али је променила намену, јер се у њој налазе кладионица и пекара. На платоу где се данас налази тзв. Цветков базар, некада је била башта кафане.
Механу је основао Цветко Јовановић, познати кафеџија и добротвор друге половине 19. века и прве половине 20. века.

## Газда Цветко
Цветко Јовановић (1862-1938) рођен у селу Лабуништу код Струге, у данашњој Северној Македонији и крајем 19. века је дошао у Београд. Код садашњег Правног факултета је продавао семенке, потом је отворио пиљару. Купио је замљиште на тадашњој периферији Београда, на месту где се данас налази кафана.
Газда Цветко је на том месту отворио хан са шталама за коње где су свраћали путници који су пролазили Смедеревским путем. Кафана која је настала звала се „Врачарско поље“, али су је сви звали Цветкова механа.
Кафана је била позната по томе што је 1933. године у њој преноћио и сам краљ Александар Kарађорђевић.
У власништву газда Цветка налазило се земљиште на широком потезу око кафане, све до данашњег Дома здравља Звездара, као и плато где се данас налази пијаца.
Цветко је имао четворо деце, али ниједно није преживело, тако да директних потомака није имао.
Умро је 1938. године, а 10 година касније нове власти у Београду су национализовале целокупну имовину, остављајући преосталим потомцима једну кућу за становање.

## Добротворни рад Цветка Јовановића
Цветко Јовановић је довео струју у овај део града, као и трамвајске шине до тадашње кафане којим је саобраћао трамвај број 6.
Због својих заслуга био је одликован Орденом Светог Саве петог реда.
Помагао је сиромашним суграђанима, деци, студентима, цркви и свештенству. Фонд Цветка Јовановића и његове жене Стефане био је намењен подизању цркве у родном Лабуништу, као и за изградњу велике зграде за рентирање. Средства из тог фонда су се користила и за помоћ храму Покрова Пресвете Богородице, Друштву за подизање храма Светог Саве, школама, обдаништима и у друге хуманитарне сврхе.
Данашња улица Слободанке Данке Савић, паралелна са Булеваром краља Александра, некада је носила име Цветка Јовановића.

## Сећање на газда Цветка
Иако се пијаца преко пута кафане званично зове Звездарска, у свакодневном говору ова пијаца, као и читав крај, и даље носе назив по Цветку Јовановићу што је немогуће променити.